# Ludovica Tumeo
Ludovica Tumeo (Patti, 12 marzo 2005) è una cestista italiana.
Playmaker-guardia, ha giocato in Serie A1 con Ragusa.